# Nomada hakonensis
Nomada hakonensis är en biart som beskrevs av Cockerell 1911. Nomada hakonensis ingår i släktet gökbin, och familjen långtungebin. Inga underarter finns listade i Catalogue of Life.